# Ножницы цен (1923)
«Но́жницы цен» — дисбаланс цен между промышленными и сельскохозяйственными товарами, возникший в советской экономике осенью 1923 года, на второй год НЭПа.
Промышленные товары, если рассчитать их стоимость в пудах пшеницы, оказались в несколько раз дороже, чем до войны, несмотря на более низкое качество. К октябрю 1923 года цены на промышленные товары составили 276 % от уровня 1913 года, в то время как цены на сельскохозяйственные товары — только 89 %. Лев Троцкий применил название «ножницы цен», которое быстро стало популярным термином.
Крестьяне перестали продавать зерно свыше того, что им было нужно для уплаты налогов. Страна, ещё не вполне оправившаяся от последствий голода в Поволжье 1921—1922 гг., оказалась перед угрозой нового продовольственного кризиса.

## Преодоление кризиса
Основные усилия правительства были направлены на уменьшение затрат в промышленном производстве, что достигалось сокращением персонала, оптимизацией производства, контролем уровня заработной платы рабочих и снижением роли торговцев и посредников («нэпманов») путём расширения сети потребкооперации.
В результате этих действий дисбаланс цен начал снижаться. К апрелю 1924 года сельскохозяйственные цены выросли до 92 % (от уровня 1913 года), а промышленные — снизились до 131 %.